# Casa-Mirador de Azuer (Manzanares)
La Casa-Mirador de Azuer es un ejemplo arquitectónico de la casi extinta cultura de ribera en la localidad de Manzanares, provincia de Ciudad Real (España). Construido en el siglo XIX junto al cauce del río Azuer, se trata de uno de los monumentos más representativos de esa época en la citada localidad. Actualmente se encuentra en peligro inminente de derribo.
Al margen de la antigüedad y valor artístico y sentimental del inmueble, hay que tener en cuenta que el Mirador del Azuer forma parte de un entorno especial, formado por el Puente de los Pobres, y una serie de edificaciones del siglo XIX, como son la espléndida Fábrica de Harinas (catalogada con protección integral), el Kiosco de Música del Parterre, la Plaza de Toros (1900) y el edificio de la Curruca, una original muestra de gran interés etnográfico, que se asemeja a un molino pequeño, con dependencias anexas que comprenden noria en buen estado y aljibe[cita requerida].

## Historia
Conocida popularmente como el Torreón del Azuer,fue utilizada en sus orígenes como casa de guardeses, e inscrita en el Registro de la Propiedad con la denominación de Huerta Cañadas, dentro del sitio de La Vega, el 27 de noviembre de 1863[cita requerida]. 

## Descripción
El caserón, rodeado de un muro de cerramiento en tapial de más de tres metros de altura, se encuentra configurado en torno a la torre de la casa. Ésta cuenta con 10 ventanales en forma de arco que le proporciona una excepcional visibilidad, haciendo las veces de mirador tanto sobre los jardines y huertas que la circunvalaban como sobre la ribera del propio río Azuer. 

## Conservación
A pesar de que este monumento está recogido en la Lista Roja de Patrimonio de la asociación Hispania Nostra, dado su gran valor antropológico y arquitectónico, el edificio se encuentra amenazado por derribo inminente al no encontrarse dentro del Catálogo de Bienes y Ámbitos Protegidos ni en la Carta Arqueológica del municipio.